# Moura Morta (Peso da Régua)
Moura Morta é uma povoação portuguesa do Município do Peso da Régua que foi sede da extinta Freguesia de Moura Morta, freguesia que tinha 3,61 km² de área e 525 habitantes (2011), e, por isso, uma densidade populacional de era 145,4 hab/km².
A Freguesia de Moura Morta foi extinta, pela última Reorganização administrativa do território das freguesias, de acordo com a Lei nº 11-A/2013 de 28 de Janeiro, tendo o seu território sido agregado ao da Freguesia de Vinhós para passar a constituir a União das Freguesias de Moura Morta e Vinhós.

## História
As origens da freguesia de Moura Morta são muito antigas, estando inscrita nos anais da história como lugar de muita importância na região. Diz-se que o nome desta freguesia derivou da lenda de uma princesa moura, assassinada neste lugar pelos Templários, por se recusar a negar a sua fé e abraçar a fé cristã.
É possível que os Templários tenham estado em Moura Morta até 1319, altura em que D. Diniz, por ordem do Papa Clemente V, dissolveu a Ordem do Templo e a transformou em Ordem de Cristo. Nessa altura, esta freguesia englobava os lugares que pelo lado nascente se estendiam até Ariz, os quais lhe foram desanexados, dando origem à freguesia de Loureiro.
Situada nas encostas da serra do Marão, ostenta ruínas da Casa da Ordem de Malta, bem como da Câmara e da Cadeia, vestígios de um passado marcado por autoridade e poder. Aqui, o turista poderá ainda visitar a Igreja Matriz, a Casa da Comenda (século XVIII), a Ponte Medieval de Cavalar e o Cruzeiro centenário. 
Moura Morta foi vila e concelho, com foral de D. Manuel I, em 1514.

## População
| Número de habitantes | Número de habitantes | Número de habitantes | Número de habitantes | Número de habitantes | Número de habitantes | Número de habitantes | Número de habitantes | Número de habitantes | Número de habitantes | Número de habitantes | Número de habitantes | Número de habitantes | Número de habitantes | Número de habitantes |
| -------------------- | -------------------- | -------------------- | -------------------- | -------------------- | -------------------- | -------------------- | -------------------- | -------------------- | -------------------- | -------------------- | -------------------- | -------------------- | -------------------- | -------------------- |
| 1864                 | 1878                 | 1890                 | 1900                 | 1911                 | 1920                 | 1930                 | 1940                 | 1950                 | 1960                 | 1970                 | 1981                 | 1991                 | 2001                 | 2011                 |
| 676                  | 757                  | 774                  | 796                  | 723                  | 732                  | 700                  | 887                  | 863                  | 706                  | 675                  | 600                  | 702                  | 605                  | 525                  |

(Obs.: Número de habitantes "residentes", ou seja, que tinham a residência oficial neste concelho à data em que os censos  se realizaram.)